# Vila Isabel FC
Vila Isabel FC was een Braziliaanse voetbalclub uit Rio de Janeiro.

## Geschiedenis
De club werd opgericht in 1912. In 1914 was het de eerste club in Zuid-Amerika die een avondwedstrijd speelde. De club speelde enkele seizoenen in de hoogste klasse van het Campeonato Carioca.